# San Mateo (Puerres)
San Mateo es un centro poblado del municipio colombiano de Puerres, departamento de Nariño, junto a Monopamba.
A San Mateo le son asignadas las siguientes veredas:
- Tres Cruces
- Los Arrayanes
- La Chorrera
- San Miguel